# Georg Eßlinger
Georg Eßlinger (* 1560 in Kochendorf; † im Mai 1622 bei Obergimpern) war württembergischer Landprokurator unter Herzog Friedrich I. Nach dem Tode des Herzogs wurde gegen Eßlinger ein Prozess wegen maßloser Amtsführung eröffnet.

## Leben
Georg war der Sohn des Hieronymus Eßlinger, der Schulmeister, Notar und Keller der Herren Greck von Kochendorf war. Georg besuchte die Lateinschule in Wimpfen und studierte anschließend in Heidelberg. Mit einer Urkunde vom 24. Mai 1597 wurde er in das neu geschaffene Amt des württembergischen Landprokurators berufen. Zu seinen Aufgabengebieten zählten die Aufsicht über alle kirchlichen und weltlichen Verwaltungsbeamten auf dem Lande sowie über alle Magistrate der Landstände. Außerdem hatte er insbesondere auch Geld für die württembergische Krone zu beschaffen. Er stand in der Gunst und unter dem besonderen Schutz des Herzogs Friedrich I. von Württemberg (1557–1608), der wiederholt Eßlingers Gehalt erhöhte und ihn mit weitergehenden Rechten ausstattete, darunter die Erbgerechtigkeit des zum Kloster Anhausen an der Brenz zählenden Ugenhofes. 1606 war Eßlinger unter den vier württembergischen Räten, die für Württemberg die Kaufverhandlungen über ein Drittel seines Heimatortes Kochendorf mitsamt dem Schloss Lehen führten, das nach Abschluss der Verhandlungen für 50.000 württembergische Gulden von den Herren Greck an den württembergischen Herzog kam, der dort einen Handelshafen errichten wollte. Eßlinger wurde auch mit weiteren Verhandlungen mit den Herren Greck betraut, um weitere Teile von Kochendorf für die württembergische Krone aufzukaufen. Nach dem Tode Friedrichs I. (1608) zerschlugen sich die Hafenpläne in Kochendorf, und Eßlinger kam in die Kritik der Zeitgenossen, die sein maßloses und rücksichtsloses Vorgehen gegenüber den Untertanen beklagten. Ein Schmähgedicht über Eßlinger wird sogar Wolf Conrad Greck II. zugeschrieben. Der neue Herzog Johann Friedrich suspendierte Eßlinger vom Amt und ließ ihn schließlich verhaften. Eine Anklageschrift gegen ihn umfasste 189 Punkte, darunter viele Vergehen im Zusammenhang mit der Konfiszierung von Gütern von Täufern. Die Klage kam vor das Gericht in Stuttgart, wo sie als rechtswidrig angefochten wurde. 1610 befasste sich auf Eßlingers Bemühen hin das Reichskammergericht mit der Sache, das ihn am 9. Mai 1611 freisprach. Seine Freilassung zog sich aber noch bis 1615 hin, anschließend wurde er des Landes verwiesen. Eßlinger ließ sich daraufhin in der Reichsstadt Wimpfen nieder, wo er Güter und ein Haus besaß. Er war in erster Ehe mit einer geborenen Reinhardt aus Wimpfen und nach deren Tod mit Katharina Gomer aus Schorndorf verheiratet. Sein Sohn wurde helmstattscher Amtmann in Obergimpern. Während der Schlacht bei Wimpfen hielt Eßlinger sich bei diesem Sohn in Obergimpern auf. Als die Einwohner vor plündernden Soldaten in die umliegenden Wälder flohen, kam Eßlinger gewaltsam zu Tode.